# Назарий (Кондратьев)
Игумен Назарий (в миру Николай Кондратьевич Кондратьев; 1735, Аносово — 23 февраля 1809, Саров) — священник Русской православной церкви, игумен Валаамского Спасо-Преображенского монастыря

## Биография
Родился в 1735 году в селе Аносове (впоследствии в Тамбовской губернии) от бедных родителей духовного звания.
В 1752 году на 17-м году жизни пришел он в Саровскую пустынь.
23 сентября 1760 года в Астрахани был пострижен в монашество с именем Назарий.
Митрополит Новгородский Гавриил (Петров) вызвал его в 1781 году в Петербург и чтобы он устроил разорённое монастырское хозяйство и ввёл общежитие и порядки по уставу Саровской обители.
Указом Консистории от 7 марта 1782 году иеромонаха Назария назначают строителем Валаамского монастыря с возведением в сан игумена. В грамоте, данной игумену Назарию, митрополит Гавриил объясняет, что «остров Валаам, по пустынному положению своему и святости жизни первых своих тружеников, самим Промыслом Божиим определенный к пребыванию в нем иноков, требует восстановления селений праведных на непреложных правилах, существующих в Саровской пустыни, и тем самым принесения жертвы Спасителю».
Игумен Назарий в продолжение 20 лет неустанно трудился по благоустройству и введению строгих правил общежития на Валааме и как подвижник и обитатель этой пустынной келии.
В 1785 году в Санкт-Петербурге было опубликовано «Старческое наставление о. Назария, игум. Валаамской обители».
В 1786 году Валаамский монастырь был переведён в число третьеклассных штатных монастырей, а его строитель возведён в сан игумена.
В марте 1804 года уволен по вторичному прошению митрополитом Амвросием в Саровскую пустынь на всегдашнее пребывание, где и скончался 23 февраля 1809 года в возрасте 74 лет. Тело его погребено у алтаря тёплой церкви Саровской обители.

## Келия игумена Назария
После его ухода с Валаама осталась его каменная одноэтажная келия с подвальным помещением, покрытая железом. В келью вели два входа — парадный и чёрный, через коридор. В келии было пяти небольших комнат и коридор посередине.
В бытность свою в 1819 году на Валааме император Александр I посещая подвижника схимонаха Николая, вероятно, посетил и келию игумена Назария.
Стараниями игумена Дамаскина, настоятельствовашего на Валааме с 1839 по 1881 годы и приведшего Валаамский монастырь в цветущее состояние, келия была восстановлена из развалин, а местность окрест неё благоукрашена. В одной из комнат хранился, как достопамятность, пожертвованный монастырю митрополитом Гавриилом деревянный токарный станок.
Каменная пустынька игумена Назария бережно сохранялась братией до 1940 года, когда братия по приказу финского командования была эвакуирована вглубь Финляндии. В середине 60-х годов каменная пустынька игумена Назария была разобрана до основания.